# Theodor Ulrich (Unternehmer)

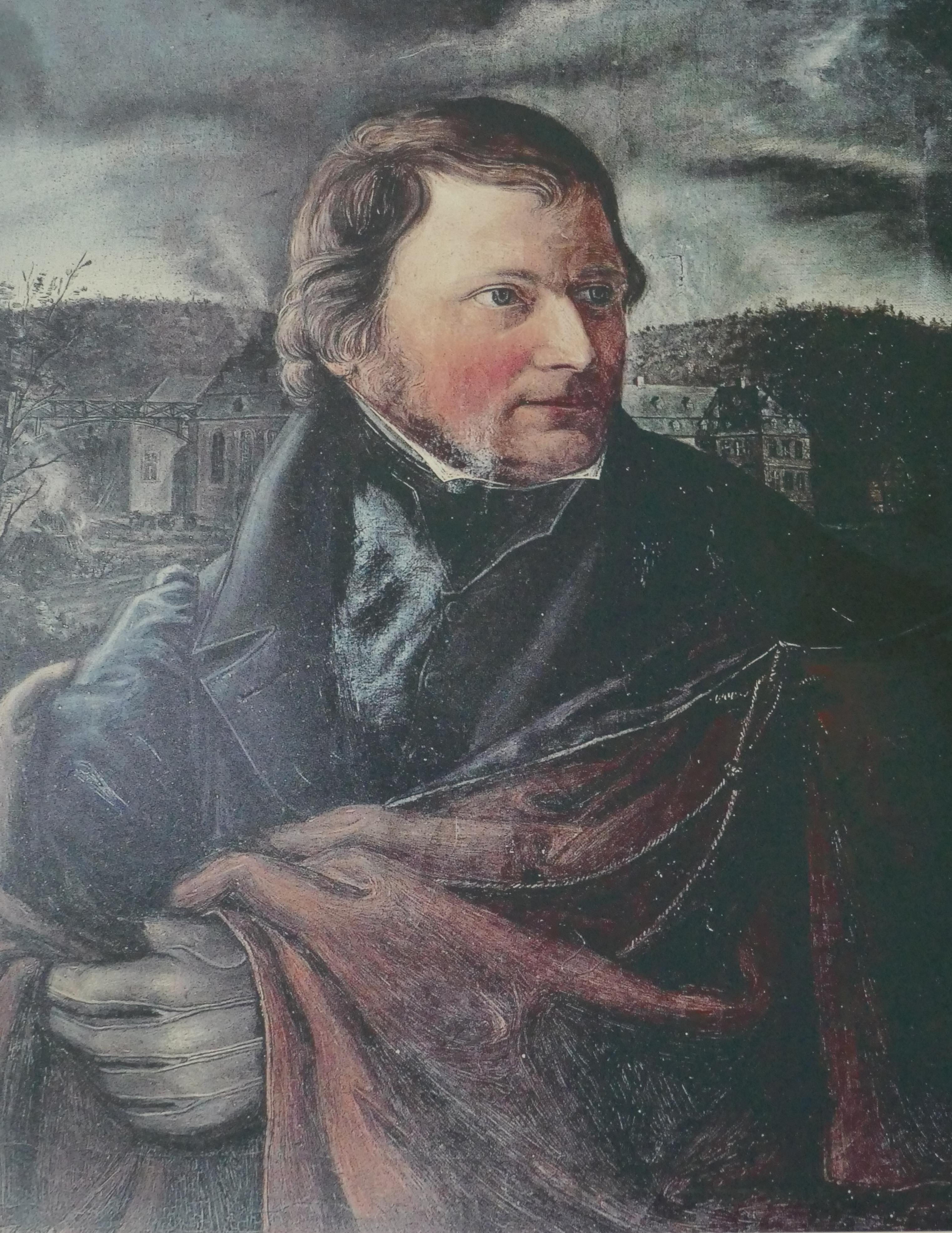
Portrait von Engelbert Seibertz, 1832

Theodor Anton Ulrich (* 29. November 1790 in Brilon; † 18. August 1871 in Bredelar) war ein Unternehmer der frühindustriellen Eisenindustrie und des Bergbaus im Sauerland.

## Leben
Er entstammte der in Brilon ansässigen Gewerkenfamilie Ulrich. Der Vater war Anton Ludwig Ulrich. Die Mutter war Maria Anna Catherina Francisca Bidenharn. Er selbst heiratete 1827 Maria Gertrud Charlotte Hartmann. Aus der Ehe gingen neun Kinder hervor, von denen aber die meisten bereits im Kindesalter starben. Die Tochter Elisabeth heiratete Joseph von Wrede.
Der Vater war bereits montanindustriell aktiv und Besitzer von Eisenhütten. Die Familie erhielt 1825 die Erlaubnis, eine neue Hütte zu bauen. Dazu mussten aber die Hoppecker Hütte und die alte Bredelarer Hütte stillgelegt werden. Theodor erwarb 1826 die Gebäude des säkularisierten Klosters Bredelar. In diesen Jahren entstand die nach ihm benannte Theodorshütte. Der erste Hochofen wurde in der ehemaligen Klosterkirche eingerichtet. Dazu gehörten auch acht Eisenerzgruben. Der Hüttenbetrieb florierte zunächst, so dass es schließlich drei Hochöfen gab. Allerdings machte sich zunehmend die schlechte verkehrsgeografische Lage ohne Eisenbahnanschluss bemerkbar. Ulrich gehörte daher bereits 1849 zusammen mit anderen zu den Initiatoren einer Denkschrift für den Bau der Oberen Ruhrtalbahn, die allerdings erst in den 1870er Jahren realisiert wurde.
In Allagen erwarb er 1862 die Anlagen der ehemaligen Viktor-Röper-Werke, stieß sie aber bald wieder ab. Zusammen mit Friedrich Gottlieb von der Becke war er Eigentümer der Firma von der Becke & Comp., die zusammen mit Theodor von Dücker ein Puddel- und Walzwerk bei Menden betrieb. Ebenfalls zusammen mit von der Becke war Ulrich maßgeblich an der Gründung des Rheinisch-Westfälischen Bergbauvereins zum Abbau von Blei und Zink bei Ramsbeck beteiligt.
Theodor Ulrich erwarb das Gut Willebadessen, das früher das Kloster Willebadessen gewesen war.
Am 18. August 1871 verstarb er in Bredelar an Altersschwäche und wurde am 20. August 1871 in Beringhausen begraben.
Nach seinem Tod erbte seine Tochter das Gut, das zum Stammsitz der von Wrede zu Willebadessen wurde. Die Theodorshütte wurde von der Union, AG für Bergbau, Eisen- und Stahl-Industrie aus Dortmund erworben.